# Onthophagus trifidisetis
Onthophagus trifidisetis là một loài bọ cánh cứng trong họ Bọ hung (Scarabaeidae).